# International Indian Film Academy Awards
LInternational Indian Film Academy Awards (noto anche come IIFA Awards) è una serie di premi presentati annualmente dall'International Indian Film Academy per onorare l'eccellenza artistica e tecnica dei professionisti di Bollywood, l'industria cinematografica Hindi. Istituito nel 2000, la cerimonia si tiene ogni anno in diversi paesi del mondo.
Il IIFA Utsavam è un segmento dei premi annuali IIFA. La prima cerimonia è stata fatta nel 2016, sui film usciti nel 2015. Il primo IIFA Utsavam è stato tenuto il 24 e il 25 gennaio 2016 presso il Gachibowli Athletic Stadium a Hyderabad.

## Storia
La prima premiazione è avvenuta nel 2000 al Millennium Dome di Londra. Da allora in poi, i premi si svolgono in tutto il mondo, il che significa il successo internazionale di Bollywood. Dal 2000, l'evento si è ampliato da un evento di una notte a una celebrazione di tre giorni, ospitando vari eventi e attività legate all'industria cinematografica indiana.
Questi premi riconoscono i film usciti l'anno precedente. Amitabh Bachchan è l'ambasciatore del Marchio dell'IIFA sin dalla sua istituzione. Nel suo decimo anno sono stati introdotti cinque premi speciali: la stella del decennio (maschile e femminile), il film del decennio, la musica del decennio e il direttore del decennio.

## Cerimonie
| Ceremonia        | Data              | Best Picture Winner               | Host                                   | Luogo | Città | Continente |
| ---------------- | ----------------- | --------------------------------- | -------------------------------------- | --- | --- | --- |
| 1st IIFA Awards  | 24 giugno 2000    | Hum Dil De Chuke Sanam            | Yukta Mookhey Anupam Kher              | Millennium Dome                                                                                                   | Londra | Europa |
| 2nd IIFA Awards  | 16 giugno 2001    | Kaho Naa... Pyaar Hai             | Priyanka Chopra Kabir Bedi             | Super Bowl Arena                                                                                                  | Sun City | Africa |
| 3rd IIFA Awards  | 6 aprile 2002     | Lagaan - C'era una volta in India | Lara Dutta                             | Arena of Stars | Genting Highlands                                                                                                 | Asia |
| 4th IIFA Awards  | 17 maggio 2003    | Devdas                            | Anil Kapoor Dia Mirza                  | Coca-Cola Dome | Johannesburg | Africa |
| 5th IIFA Awards  | 22 maggio 2004    | Tomorrow May Never Come           | Rahul Khanna                           | Singapore Indoor Stadium                                                                                          | Singapore | Asia |
| 6th IIFA Awards  | 11 giugno 2005    | Veer-Zaara                        | Shahrukh Khan Fardeen Khan Karan Johar | Amsterdam Arena                                                                                                   | Amsterdam | Europa |
| 7th IIFA Awards  | 17 giugno 2006    | Black                             | Fardeen Khan Lara Dutta                | Dubai International Financial Centre                                                                              | Dubai | Asia |
| 8th IIFA Awards  | 9 giugno 2007     | Rang De Basanti                   | Boman Irani Lara Dutta                 | Hallam FM Arena                                                                                                   | Sheffield | Europa |
| 9th IIFA Awards  | 8 giugno 2008     | Chak De! India                    | Boman Irani Ritesh Deshmukh            | Siam Paragon | Bangkok | Asia |
| 10th IIFA Awards | 13 giugno 2009    | La sposa dell'imperatore          | Boman Irani Ritesh Deshmukh Lara Dutta | The Venetian Macao                                                                                                | Macao | Asia |
| 11th IIFA Awards | 5 giugno 2010     | 3 Idiots                          | Boman Irani Ritesh Deshmukh Lara Dutta | Sugathadasa Stadium                                                                                               | Colombo | Asia |
| 12th IIFA Awards | 25 giugno 2011    | Dabangg                           | Boman Irani Murtaza Mahmud             | Rogers Centre | Toronto | Nord America |
| 13th IIFA Awards | 9 giugno 2012     | Zindagi Na Milegi Dobara          | Shahid Kapoor Farhan Akhtar            | Singapore Indoor Stadium                                                                                          | Singapore | Asia |
| 14th IIFA Awards | 6 luglio 2013     | Barfi!                            | Shahrukh Khan Shahid Kapoor            | The Venetian Macao                                                                                                | Macao | Asia |
| 15th IIFA Awards | 26 aprile 2014    | Bhaag Milkha Bhaag                | Shahid Kapoor Farhan Akhtar            | Raymond James Stadium                                                                                             | Tampa | Nord America |
| 16th IIFA Awards | 7 giugno 2015     | Queen                             | Arjun Kapoor Ranveer Singh             | Putra Indoor Stadium                                                                                              | Kuala Lumpur | Asia |
| 17th IIFA Awards | 25 giugno 2016    | Bajrangi Bhaijaan                 | Shahid Kapoor Farhan Akhtar            | Ifema | Madrid | Europa |
| 18th IIFA Awards | 14-15 luglio 2017 | Volo Pan Am 73                    | Karan Johar Saif Ali Khan              | MetLife Stadium                                                                                                   | New York City | Nord America |
| 19th IIFA Awards | 22-24 giugno 2018 | Tumhari Sulu                      | Karan Johar Ritesh Deshmukh            | Siam Niramit Theatre                                                                                              | Bangkok | Asia |
| 20th IIFA Awards | 18 settembre 2019 | Raazi                             | Ayushmann Khurrana Aparshakti Khurana  | Sardar Vallabhbhai Patel Indoor Stadium                                                                           | Mumbai | Asia |
| 21th IIFA Awards | non svolto        | non svolto                        | non svolto                             | Cerimonia non svolta causa la Pandemia di COVID-19. I vincitori sono stati comunque annunciati tramite Instagram. | Cerimonia non svolta causa la Pandemia di COVID-19. I vincitori sono stati comunque annunciati tramite Instagram. | Cerimonia non svolta causa la Pandemia di COVID-19. I vincitori sono stati comunque annunciati tramite Instagram. |
| 22th IIFA Awards | 18-19 marzo 2022  |                                   | Salman Khan                            | Ethiad Arena | Abu Dhabi | Asia |

## Categorie

### Premi popolari
- Miglior film
- Miglior regista
- Miglior attore
- Miglior attrice
- Miglior attore non protagonista
- Migliore attrice non protagonista
- Migliori prestazioni in un ruolo negativo
- Migliori prestazioni in un ruolo comico
- Debutto da stella dell'anno - Maschio
- Debutto da stella dell'anno - Femmina
- Miglior direttore musicale
- Miglior testi
- Miglior cantautore maschile in playback
- Migliore cantante femminile in playback
- Migliore storia

### Premi speciali
- Premio IIFA per il Rendimento Lifetime
- Icona di stile
- Style Diva
- La stella più glamour dell'anno
- Migliore bellezza sullo schermo
- Contributo a una terra più verde
- Volto dell'anno
- Animatore dell'anno
- Premio speciale per l'impatto globale
- Contributo eccezionale al cinema indiano
- Rendimento eccezionale nel cinema indiano
- Rendimento eccezionale di un indiano nel cinema internazionale
- Artisti del decennio

### Premi tecnici
- Migliore direzione artistica
- Migliore azione
- Miglior colonna sonora
- Miglior fotografia
- Migliore coreografia
- Migliori costumi
- Miglior dialogo
- Miglior montaggio
- Miglior trucco
- Miglior sceneggiatura
- Migliore registrazione di canzoni
- Migliore registrazione audio
- Recensione migliore della suoneria
- Migliori effetti speciali
- Premio IIFA per la migliore musica

## Statistiche
- Maggior premi per un singolo film
  - Devdas (2002) - 16
  - 3 Idiots (2009) – 16
  - Tomorrow May Never Come (2003) – 14
  - Barfi! (2012) – 14
  - Bhaag Milkha Bhaag (2013) – 14
- Maggior premi come migliore attore maschile (Miglior Attore + Miglior Attore di Supporto)
  - Hrithik Roshan (4+0) = 4
  - Shahrukh Khan (4+0) = 4
- Maggior premi come migliore attore femminile (Miglior Attrice + Miglior Attrice di Supporto)
  - Rani Mukerji (3+1) = 4
  - Jaya Bachchan (0+3) = 3
  - Vidya Balan (3+0) = 3
- Maggior premi come Migliore Regista
  - Sanjay Leela Bhansali – 4
  - Rajkumar Hirani – 3
  - Ashutosh Gowariker – 2
  - Rakesh Roshan – 2
- Maggior premi per la musica (Miglior Direttore Musicale + Miglior Musica di Sottofondo)
  - A. R. Rahman (7+3) = 10
- Maggior premi come Migliore Cantante in Playback
  - Shreya Ghoshal = 7
  - Sonu Nigam = 4